# Ethylbutylacetylaminopropionat
Ethylbutylacetylaminopropionat (auch bekannt unter dem Markennamen IR3535) ist eine chemische Verbindung aus der Gruppe der Carbonsäureester und Acetamide. Sie baut auf β-Alanin als Strukturelement auf.
IR3535 ist eine registrierte Marke von Merck KGaA, welche ausschließlich von Merck und deren Lizenznehmern als Name für Ethyl-Butylacetylaminopropionat für kommerzielle Zwecke verwendet wird.

β-Alanin

## Verwendung
Ethylbutylacetylaminopropionat wird als Repellent gegen Insekten verwendet. Die Wirkung gegen Anopheles gambiae war in Feldtests schwächer als die von Diethyltoluamid (DEET) und Icaridin.
Im Vergleich mit DEET und Icaridin hat Ethylbutylacetylaminopropionat die geringste Toxizität. Bezüglich der Abwehr von Zecken ist Ethylbutylacetylaminopropionat dem DEET überlegen. Die Wirkung von 20%igen Formulierungen hält gegen Amblyomma americanum bis zu 12 Stunden an.